# اگبا کتن دوم
اگبا کتن دوم پادشاه یوروبایی داسا در مرکز بنین است. پادشاه بر در ۳ مارس ۲۰۰۲ بر تخت پادشاهی نشست.